# حروب الإسكندر الأكبر
حروب الإسكندر الأكبر هي حروب خاضها الملك الإسكندر الثالث المقدوني (الملقب بالأكبر)، أولاً ضد الإمبراطورية الفارسية الأخمينية، تحت قيادة «ملك الملوك» أو «الشاهنشاه» داريوش الثالث ثم ضد رؤساء القبائل وأمراء الحرب الواقعين في الامتدادات الشرقية التي يبلغ أبعدها البنجاب والهند. كان الإسكندر أحد أنجح القادة العسكريين عبر الأزمنة كلها، ولم يتعرض لأي هزيمة في أية معركة خاضها. ومع موته على فراش مرضه، كان قد فتح أغلب العالم المعروف بالنسبة للإغريقيين القدماء. 
اعتلى الإسكندر عرش مقدونيا بعد مقتل والده فيليب الثاني، الذي وحّد أغلب الدول المدن في بر اليونان الرئيس تحت الهيمنة المقدونية في فدرالية سماها الرابطة الكورنثية. وبعد التأكيد على قوة الحكم المقدوني بإخماد ثورة من الدول المدن الجنوبية في اليونان، خرج الإسكندر ضد الإمبراطورية الفارسية الأخمينية، تحت قيادة ملك ملوكها (وهو لقب جرى على جميع الملوك الأخمينيين) داريوش الثالث، الذي هزمه وأطاح بملكه. وقد شملت فتوحاته الأناضول وسوريا وفينيقيا وفلسطين وغزة ومصر وبلاد الرافدين وفارس وباختر ووسع حدود امبراطوريته حتى وصلت البنجاب والهند.
وقد وضع الإسكندر المخططات قبل موته للتوسع التجاري والعسكري إلى شبه الجزيرة العربية، عازما لأن يوجه جيوشه بعدها نحو الغرب (قرطاجة وروما وشبه جزيرة أيبيريا). إلا أن ملوك طوائفه الذين خلفوه، هجروا هذه الخطط المجيدة بكل صمت بعد موته. وعوض عن ذلك، بعد بضع سنوات من موته، بدأ ملوك الطوائف بالتناحر بينهم، ليقسموا إمبراطورية الإسكندري بينهم، مطلقين بذلك العنان لأربعين سنة من الحروب المستمرة.

## خلفية الأحداث

المملكة المقدونية في عام 336 ق م

اغتيل فيليب الثاني على يد نقيب حرسه الشخصي، بوسانياس الأورستي en، فتم الإعلان عن ابن فيليب ووريثه الشرعي، الإسكندر ملكاً من قبل طبقة الأرسطوقراطيين والجيش.
فعم خبر مقتل فيليب كل أقاليم وبلدان اليونان، فثارت المدن في تمرد شمل كل من طيبة وأثينا وثيساليا إلى جنوب العاصمة بيلا، وعندما بلغت الأخبار الإسكندر قام مسرعاً ضدها رغم أن مستشاريه أرادوا منه أن يقارب المشكلة عبر الدبلوماسية، إلا أن الإسكندر حشد من سلاح الفرسان المقدوني 3,000 فارس وسار نحو ثيساليا، الجارة المباشرة لمقدونيا في الجنوب. ووجد الجيش الثيسالي يحتل المعبر بين جبل أوليمبوس وجبل أوسا en فأمر رجاله أن يسيروا على جبل أوسا وعند استيقاظ الثيساليين، وجدوا الإسكندر خلفهم. فاستسلم الثيساليون وأضافوا قوّاتهم إلى قوّات الإسكندر ثم أكمل زحفه جنوباً نحو شبه جزيرة البيلوبونيس.
وقف الإسكندر عند ثيرموبولاي، حيث تم الإعلان عنه بأنه قائد الرابطة المقدسة (الحلف الإمفيكتيوني en) قبل استكمال مسيره إلى الجنوب إلى كورنث. فسارعت أثينا إلى مناشدة السلام، فاستقبل الإسكندر الوفد وعفا عن كل من كان له دور في الثورة، وفي مدينة كورنث أعطي لقب المهيمن على القوّات الإغريقية ضد الامبراطورية الفارسية. وعند تواجده في كورنث، سمع بأخبار ثورات القبائل الثراقية في الشمال.

## الحملة البلقانية
قبل عبور الإسكندر نحو آسيا، أراد أن يعزز من حماية الحدود الشمالية وفي ربيع عام 335 ق م، قام بالتقدم إلى الداخل الثراقي للتعامل مع الثورة فيها، وقد كان المتصدرين لها القبائل الأليريةen والتريباليةen. وعند جبل هايموس en، هاجم الجيش المقدوني حامية ثراقية كانت تسيطر على المرتفعات وهزمها. ثم هجم على مؤخرة الجيش المقدوني البريباليون، فتم القضاء عليهم بالمثل. ثم تقدم الإسكندر نحو حدود الدانوب ليلاقي قبيلة الغيتيون على الضفة الأخرى من النهر. فانسحب الغيتيون مع أول مناوشة بين الفرسان، تاركين بلدتهم ورائهم للجيش المقدوني. ثم وصلت الأخبار بأن كلايتوس
en، ملك إليريا والملك غلاوكياسen صاحب قبيلة تالانتيen هما عازمين على الثورة ضد السلطة المقدونية. فغلبهم الإسكندر كل بدوره، مجبراً كلايتوس وغلاوكياس على الفرار مع جيوشهما، فترك الإسكندر الثغور الشمالية آمنة خاضعة.
وبينما هو ينظم الحملات المنتصرة في الشمال، ثارت طيبة وأثينا مرّة أخرى. فباشرهم الإسكندر مباشرة، ولكن، بينما ترددت المدن الأخرى، قررت طيبة أن تقاوم بكل ما أوتيت من قوة. ولكن هذه المقاومة كانت عديمة الجدوى، إذ دُمّرت المدينة وسويت بالأرض بعد إراقة الدماء وقسمت أراضيها بين المدن البويتية الأخرى. فكانت نهاية طيبة برهاناً على سلامة خيار الإستسلام، داعية اليونان كلّه، في ظاهره على الأقل في حلة سلام مع الإسكندر.

## الحروب المقدونية-الفارسية

### آسيا الصغرى
في عام 335 ق م، عبر الإسكندر مضيق الهلسبونت لينزل إلى آسيا. وقد احتاج عبوره لتأمين 100 ترايريم (ثلاثية المجاديف) (سفن شراعية بمجاذيف ثلاثية الصفوف من كل جانب) لنقل كامل الجيش المقدوني، لكن الفرس قرروا أن يهملوا هذا التحرك.
وفي هذه الأشهر المبكرة، بقي داريوش مستخفاً بالإسكندر أو أن يعاكس تحركات الإسكندر بجدية وإصرار. وقد نصح وأيد القائد المرتزق اليوناني ممنون الرودوي، الذي اصطف إلى طرف الفرس، استخدام سياسة الأرض المحروقة. وأراد من الفرس أن يدمّروا الأراضي التي سيعبر عليها الإسكندر، التي أمل أن تفضي إلى تجويع قوات الإسكندر، فيرجعون إلى ديارهم. لكن الأمر أفضى إلى تعمق الإسكندر إلى داخل الأراضي الفارسية، فوضع داريوش ممنون على رأس جيش آمراً إياه أن يواجه الإسكندر.

#### معركة نهر الغرانيكوس
معركة نهر الغرانيكوس التي وقعت في مايو من عام 334 ق م، كانت في الشمال الشرقي من آسيا الصغرى (تركيا المعاصرة)، بالقرب من أطلال مدينة طروادة. بعد عبور مضيق الهلسبونت، تقدم الإسكندر على الطريق الموصل إلى عاصمة سطرافية إقليم فريجيا. وقد قام العديد من سطارفة الامبراطورية الفارسية بالتجمع مع جيوشهم في بلدة زيليا متجهزين لمعركة عند ضفاف نهر الغرانيكوس. وقد قاتل الإسكندر كثيراً من معاركه عند ضفاف الأنهار. وبذلك فقد تمكن من تقليل الأفضلية العددية التي تمتع بها الجانب الفارسي.

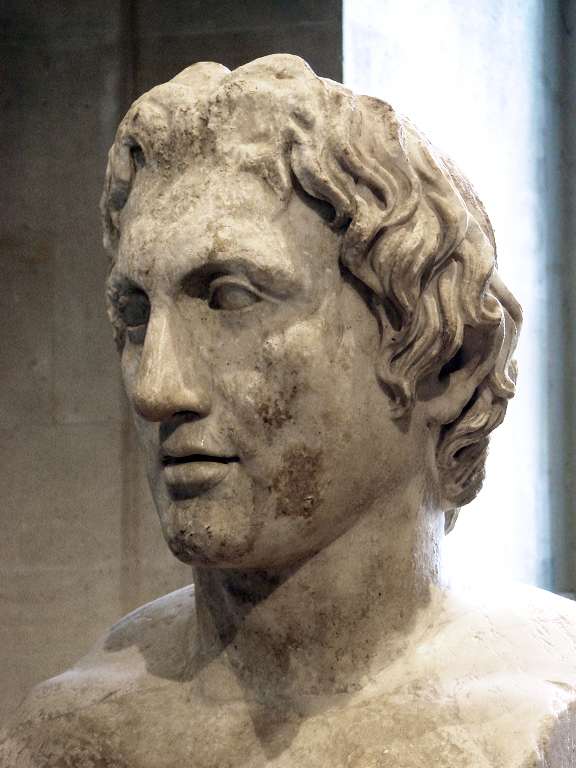
تمثال رأسي للإسكندر، وهو نسخة رومانية من عام 330 ق م قام بنحتها ليسيبوس (متحف اللوفر) ووفقاً للمؤرخ ديودورس، فإن منحوتة ليسيبوس هي أكثر التصويرات شبهاً بالإسكندر الحقيقي.

وقد ذكر هذه المعركة كل من آريانوس وديودورس وبلوتارخ، إلا أن آريانوس هو أكثرهم سرداً لتفاصيلها. وقد وضع الفرس خيالتهم أمام مشاتهم، وتموضعوا في الجانب الأيمن (الشرقي) من النهر. وكانت الجبهة المقدونية مصفوفة بأرتال من المشاة السلامية الثقيلة في قلب الجبهة، وسلاح الفرسان على أحد جانبيه. وقد توقع الفرس أن يأتي الهجوم من موقع الإسكندر فحركوا وحداتهم من القلب إلى الجوانب.[بحاجة لمصدر]
كان هو الرجل الثاني بعد الإسكندر هو بارمنيون، وقد اقترح أن يعبروا من نقطة تبعد قليلاً عكس التيار ثم الهجوم عند الفجر، لكن الإسكندر هاجم مباشرة. وقد أوقع هذا التكتيك في ربكة لعدم جاهزيتهم الكاملة. بدأت المعركة بهجمة من قبل سلاح الفرسان والمشاة الخفيفة من الميسر المقدونية، وقد عزز الفرس من هذه الناحية بقوة كبيرة. إلا أن الإسكندر بعد ذلك قاد هجمة وهو على رأس فرسانه المرافقين بتشكليتهم التي اشتهروا بها، ذات الشكل الإسفيني وصعق به قلب الجبهة الفارسية. وقد قُتل العديد من الضباط ذوي المراكز المرموقة من قبل الإسكندر أو حرسه الشخصي، على الرغم من أن لإسكندر قُصف بالضربة الشهيرة من فأس حربي من يد أرسطوقراطي فارسي اسمه سبيثريدات. وقبل أن يتمكن هذا الفارسي من إنزال ضربة الموت على الإسكندر، قتل من فوره على يد مرافق الإسكندر وحارسه الشخصي كلايتوس الأسود. وقد قتل حصان الإسكندر، وهو لم يكن يمتطي حصانه المحبوب بيوكيفلوس إمّا لأنه كان كسيحاً في ذلك الوقت أو لأنه اعتقد أن المعركة ستكون أخطر من أن ينجو منها بسلام. نجح سلاح الفرسان المقدوني في فتح ثغرة في جبهة الفرس، فهجم من خلالها المشاة المقدونيون ليشتبكوا بالمشاة الفارسية الأضع في الخلف. وبهذا، ومع مقتل الكثير من القادة الفرس، انهار الجناحان من الجيش الفارسي فانسحب جيش كاملاً، وتم اصطياد المشاة مع فراره.[بحاجة لمصدر]

#### الإسكندر يوحد مؤيديه في آسيا الصغرى
بعد المعركة، قام الإسكندر بدفن القتلى من الطرفين، وأرسل المرتزقة اليونانيين الذين أسرهم من جنود الفرس إلى اليونان ليعملوا في المناجم، ليكونوا عبرة لكل الإغريق الذين سيقررون القتال في الصف الفارسي. وأرسل كذلك الغنائم إلى اليونان، بما فيها من 300 لأمة حرب (جهاز عسكري فارسي كامل) إلى أثينا ليتم إهداؤها إلى البارثينون بنقوش تحتها تقول: «حاز الإسكندر بن فيليب واليونانيين، ما خلا اللاكيدايمونيين (الأسبرطيين)، على غنائم الحرب هذه، من البرابرة الذين يقطنون آسيا.»[بحاجة لمصدر]
وقد خلّف الإسكندر أنتيباتر ليقوم مقامه في مقدونيا أثناء غيابه، ليدير شؤون البلاد وينصّب حسبما يرى الطغاة والحكام لتقليل فرص مخاطر الثورات. وبينما توغل أعمق في الداخل الفارسي في آسيا الصغرى، بدا أن المشاكل كانت في تزايد. وقد كانت الكثير من البلدات والمدن تحكمها الطغاة البطاشين لأجيال متعاقبة، فقام الإسكندر بعكس ما قام به في اليونان. فقد أراد أن يظهر بمظهر المحرر، فقام بتحرير الشعوب، وسمح لهم بالحكم الذاتي. وبينما استمر في السير نحو الداخل الفارسي، رأى أن انتصاره عند نهر الغرانيكوس لم تكن خسارة على أحد. فقد بدا أن البلدات والمدن تسلّم له الأمر. وكان السطراف في مدينة سارد، مع حامية المدينة، أوّل من أذعنوا له.[بحاجة لمصدر]
وبينما استسلم هؤلاء السطارفة، قام الإسكندر بتعيين بدلاء لهم، وزعم أنه لا يثق في طريقة حكمهم بتكديس السلطة المطلقة في أفراد محدّدين. ولكن لم يبدُ أن هناك تغييراً جذرياً قد حصل على النظام القديم. ورغم ذلك، فقد عيّن الإسكندر اللجان المستقلة لجمع الضريبة والجزية من السطرفيات، ولم يكن لها الأثر -في الظاهر- إلا في أنها حسنت من أداء الحكومات. ولكنها في واقع الحال فصلت الأمور المالية عن الأمور المدنية في هذه السطرفيات، ليضمن بذلك أن هذه الحكومات، التي بدا أنها مستقلة، لم تكن كذلك إلا بالمقدار الذي يسيّر الشأن الداخلي، لتعتمد كلياً على الإمبراطورية في أمور التمويل. وفي ما عدا ذلك، فقد سمح لسكان البلدات أن يسترسلوا في طرق معيشتهم كما كانوا دائماً، ولم يعزم على فرض العادات والطرق اليونانية عليهم، فيما يسمى بالهلينة. وفي هذه الأثناء، توافد السفراء من المدن الإغريقية الأخرى في آسيا الصغرى على الإسكندر، عارضين عليه الولاء والخضوع إن سمح لهم باستئناف الحكم الـ «ديمقراطي». فمنحهم الإسكندر ما تمنوا، كما سمح لهم الكف عن دفع الجزية لآسيا، ولكن عليهم أن ينضموا إلى الرابطة الكورنثية. وهم بذلك يلتزمون بتقديم المعونة المالية للإسكندر.[بحاجة لمصدر]

#### حصار هاليكارناسوس
تم حصار مدينة هاليكارناسوس في عام 334 ق م. وظل الإسكندر، الذي لم يمتلك حينها أي أسطول بحري، تحت تهديد سلاح البحرية الفارسي. وقد استمرت البحرية الفارسية في محاولة استفزاز الإسكندر لجذبه إلى الاشتباك معها، لكنه رفض الانجذاب والرد على كل هذه الإستفزازات. وفي النهاية، أبحر الأسطول الفارسي نحو هاليكارناسوس، لتنظيم دفاعات جديدة فيها. كانت آدا الكارية en، وهي الملكة السابقة للمدينة، قد أزيحت عن عرش المدينة من قبل غاصب من أقربائها لها. وعندما مات هذا الغاصب قام داريوش بتعيين أورونتوباتen كسطراف على كاريا، فكانت المدينة ضمن نطاق سلطته. ومع اقتراب الإسكندر في عام 334 ق م، قامت آدا التي كانت تحتل قلعة أليندا، بتسليم القلعة له طواعية. ويبدو أن الإسكندر وآدا قد شكلوا رابطة عاطفية فيما بينهما. فصار يناديها بـ «الأم»، بعد أن وجد فيها الحنان والعطف الذي لم يجده في أمه أوليمبياس عابدة الأفاعي التي أخذ بها جنون العظمة مأخذ عظيم. ومقابل دعم الإسكندر لها، قامت آدا بتقديم الهدايا والهبات له، حتى أنها قامت بإرسال أفضل الطهاة له في آسيا الصغرى، بعد أن عرفت باستمتاع الإسكندر بالمأكولات الحلوة. وفي الماضي، كان الإسكندر يأتي على ذكر والده بعبارة «والدي المزعوم»، مفضّلاً الاعتقاد بأن الإله زيوس-آمون هو الوالد الحقيقي له. وهكذا تمكن من أن يهمل ذكر كلاً من والديه الحقيقيين.[بحاجة لمصدر]
تخندق أورونتوبات وممنون الرودوي داخل حصون هاليكارناسوس. وأرسل الإسكندر العيون والجواسيس للتخادن مع المتآمرين داخل المدينة، الذين وعدوا بأن يفتحوا البوابات ليسمحوا بدخول الإسكندر وجيشه. إلا أن المتآمرين لم يُعثر عليهم مع قدوم الجواسيس. فدارت معركة صغيرة، حول المدينة، تمكن الإسكندر خلالها من اختراق أسوار المدينة. إلا أن ممنون، تمكن من نشر أسلحة المنجنيق، فتراجع الإسكندر بجيشه. ثم نشر ممنون مشاته، وقبل أن يوشك الإسكندر أن يُمنى بأولى هزائمه، نجح جنوده بأن يخترقوا أسوار المدينة مرة أخرى، ويفاجئوا القوات الفارسية ويقتلوا أورونتوبات. وبعد أن أدرك ممنون، سقوط المدينة، أضرم النار فيها وسحب قوّاته منها، فتسببت رياح قوية بأن تتدمر أجزاء كبيرة من المدينة. ثم ولى الإسكندر حكومة كاريا إلى آدا، وهي بدورها قامت بتبني الإسكندر رسمياً كابن لها، لتؤكّد على الانتقال التلقائي غير المشروط لحكومة كاريا إلى الإسكندر عند موتها.[بحاجة لمصدر]

### سوريا
بعد فتح هاليكارناسوس بقليل مات ممنون محموماً، فحل محلة ضابط أثيني اسمه كاراديماس. وقد أراد قادة داريوش العسكريين أن يقوم داريوش بقيادة الجيش بنفسه في المعركة الكبرى التي تلي مع الإسكندر. لكن كاراديماس اعتقد أن ذلك سيكون تهوراً بالغاً، فدخل في مشادّة مع قادة داريوش. فألمح أنه هو الذي ينبغي عليه أن يقود المعركة، لأنه إغريقي، وهو سيكون أفضل من أي قائد فارسي آخر لاحتلال هذا الدور. فامتدت المشادة، وقام كاراديماس بإلقاء بعض العبارات المسيئة بحق العادات الفارسية، فأمر داريوش بإعدام كاراديماس. بعد ذلك، أدرك داريوش أنه أقدم على خطأ فضيع، بأن أعدم القائد الكفؤ الوحيد المتبقي بين يديه. فقرر أن يصطحب جيشه، ويترك بابل لاعتراض تقدّم الإسكندر.[بحاجة لمصدر]
سار الإسكندر على رأس جيشه نحو الشرق عبر كبادوكيا، حيث قطع مسافة 150كم دون وجود أي مصادر للمياه. وبعد أن أوشك الجيش على بلوغ جبال طوروس، عثروا على طريق واحد لا غير لعبور السلسلة الجبلية، وهو شعب جبلي ضيق اسمه المعابر القيليقية. وكانت هذه المعابر ضيقة جداً وكان من السهل الدفاع عنها. لكن السطراف الفارسي لإقليم كبادوكيا قد نفخ من قدرات نفسه. وقد حضر معركة نهر الغرانيكوس، فاعتقد أن سياسة الأرض المحروقة التي اقترحها ممنون ستكون صالحة للإستخدام هنا. وقد فاته أن الاختلاف في طبيعة الأرض ستحكم على فشل هذه السياسة هنا. ولو أنه عزم على الدفاع عن تلك المعابر والوقوف أمام الإسكندر فيها، لسهل على السطراف قطع الطريق عل الإسكندر. فترك قوّة صغيرة من الجند لحراسة المعبر، وأخذ بقية جيشه لتدمير السهل الذي يلي طريق الإسكندر. ولكن سرعان ما ترك حراس المعبر مواقعهم بسهولة، فعبر منها الإسكندر دون أية مشاكل. ويُنقل أن ألإسكندر قال بعد تلك الحادثة أنه لم يحالفه الحظ طوال سيرته العملية مثلما كان الحظ حليفه في ذلك اليوم.[بحاجة لمصدر]
وبعد بلوغ جبال طوروس، وجد الإسكندر جدول يجري نزولاً من الجبال بمياه باردة برودة الثلج. ودون أي تفكير، قفز الإسكندر في النهر ليسبح فيه، فأصيب بتَشَنُّج واضطراب، فأخرج من الماء وهو على شفير الموت. وسرعان ما انتهى به الحال بمرض ذات الرئة، فأحجم كل أطبائه عن علاجه لأنهم خشيوا إن مات بين أيديهم فإنهم سيسائلون حيال ذلك. ولم يعرف دواءه إلا طبيب اسمه فيليب، لازم الإسكندر وطبّبه منذ نعومة أظفاره. ورغم وقوعه في غيبوبة، فقد عوفي في نهاية الأمر.[بحاجة لمصدر]

#### معركة إسوس

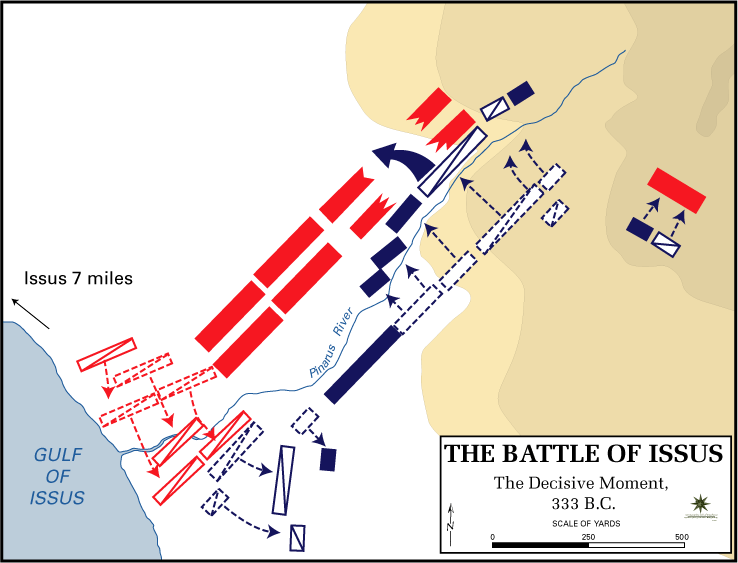
هجوم الإسكندر الحاسم.

بعد قيام قوات الإسكندر بهزيمة الفرس في معركة الغرانیکوس، تولى داريوش القيادة الشخصية على جيشه، فقام بحشد جيش ضخم من أعماق امبراطوريته، وناور لكي يقطع دابر العدو، أي يقطع خطوط امداداته، فاضطر الإسكندر لأن يعاكس هذه المناورات، لتفضي مناورتاهما بإعداد مسرح المعركة عند مصب نهر البيناروسen، جنوب قرية اسمها إسوس. وحسب ما يبدو فإن داريوش أغفل نقطة أنه بإعداد مسرح المعركة عند ضفة نهر، فإن يقضي على عنصري القوة في جيشه، وهما عنصر التفوق العددي، وعنصر سلاح الفرسان وهما عنصران يحتاجان إلى مساحات مفتوحة وأرض ممهدة.[بحاجة لمصدر]
وفي بادئ الأمر، اختار الإسكندر أرضاً بدا أنها لا تصلح. وهو ما فاجأ داريوس الذي أخطأ في اختيار وضعية خاطئة، إذ أمر الإسكندر قوات مشاته أن يأخذوا موضعاً دفاعياً. وقام الإسكندر بتولى هجوم نخبة جنده المقدونيين المؤلّفين من سلاح الفرسان المرافقينen ضد ميمنة الفرس المجابهة للتلال، فقام بالانقضاض على العدو من الأراضي المرتفعة نازلاً، لتسفر الهجمة عن انهيار فوري لهذه الجبهة وفرارها. وبعد تحقيق هذا الاختراق، أظهر الإسكندر أنه قادر على تحقيق المستصعب وأبقى الفرسان في حالة انضباط بعد أن أسقطت ميمنة الفرس. ثم امتطى الإسكندر جواده المحبوب بيوكيفلوس على رأس فرسانه المرافقين مرّة أخرى، وقام بشن هجمة مباشرة نحو داريوش. بعد أن جُرحت الخيول التي كانت تجر عربة داريوش، بدأت تتباطأ تحت نيرها. وقبل أن يسقط داريوش من عربته التي اختل توازنها، قفز عنها، ورمى تاجه الملكي، ثم امتطى جواداً وفرّ تاركاً المشهد خلفه. بعد أن أدرك جنود الفرس خسارتهم، بدأوا بالإستسلام أو الفرار خلف مليكهم المنحوس. فلاحقت الخيالة المقدونية الفرس المهزومين طوال النهار. وكحال معظم المعارك التي ترجع إلى هذه الحقبة من التاريخ القديم، فقد شهدت أعقاب المعركة تقتيلاً رهيبا بينما لاحق المقدونيون حشود خصومهم الفارين من غير انتظام.[بحاجة لمصدر]
وقعت معركة إسوس في جنوب الأناضول، في شهر نوفمبر/تشرين ثاني من عام 333 ق م. وقد هزمت قوات الاحتلال المقدونية بقيادة الإسكندر، وقد بلغ عدد عدوّهم أكثر من اثنين لكل واحد من جنودهم، هزمت الجيش الذي قاده داريوش الثالث ملك فارس الأخمينية شخصياً. لقد كانت هذه المعركة الانتصار الحاسم للمقدونيين الذي خطوا فيها علامة البداية لنهاية النفوذ الفارسي. وكانت المعركة الأولى التي يُغلب فيها الفرس، وملكهم (داريوش في تلك المعركة) على رأسهم. وقد ترك داريوش خلفه زوجته وأمه وابنه وكم كبير من الكنوز والمتاع. وقد ساعد جشع الجنود المقدونيين على إقناعهم في الإستمرار، كما كانت مخيمات النساء خير مقنع لهم لأن يواصلوا في هذا الطريق. بعد ذلك قام داريوش، بعد أن أدرك خطورة الموقف على حياته وعرشه، بإرسال رسالة إلى الإسكندر، وعده فيها أن يدفع له فدية مجزية لقاء الأسرى الذين قبض الإسكندر عليهم وأن يوقع معه معاهدة تحالف، ووافق أن يمنح الإسكندر نصف مملكته. فتلقى داريوش الرد على رسالته من الإسكندر بدأت بالعبارة، «من الملك الإسكندر إلى داريوش». وفي هذه الرسالة، ألقى الإسكندر مسؤولية موت والده على كاهل داريوش وزعم أنه «أي داريوش» مغتصب وقح ووضيع وأنه خطط لأن يحتل مقدونيا. ووافق لأن يرد إليه الأسرى دون فدية، لكنه قال له أنهما ليسا في مقام متساوٍ، وأن على داريوش أن يقرّ للإسكندر أنه «ملك آسيا كلها». كما وأخبر داريوش بأنه: إن كان عازماً على التنازع معه على سيادة آسيا، فلا حكم لهذا النزاع غير ساحة الوغى، لكنه إن فرّ كما فعل، فإن الإسكندر سيقوم بملاحقته وقتله. وبذلك، فقد أظهر الإسكندر للمرّة الأولى منذ خروجه من مقدونيا على عزمه بفتح بلاد الفرس كاملة.[بحاجة لمصدر]

#### حصار صور

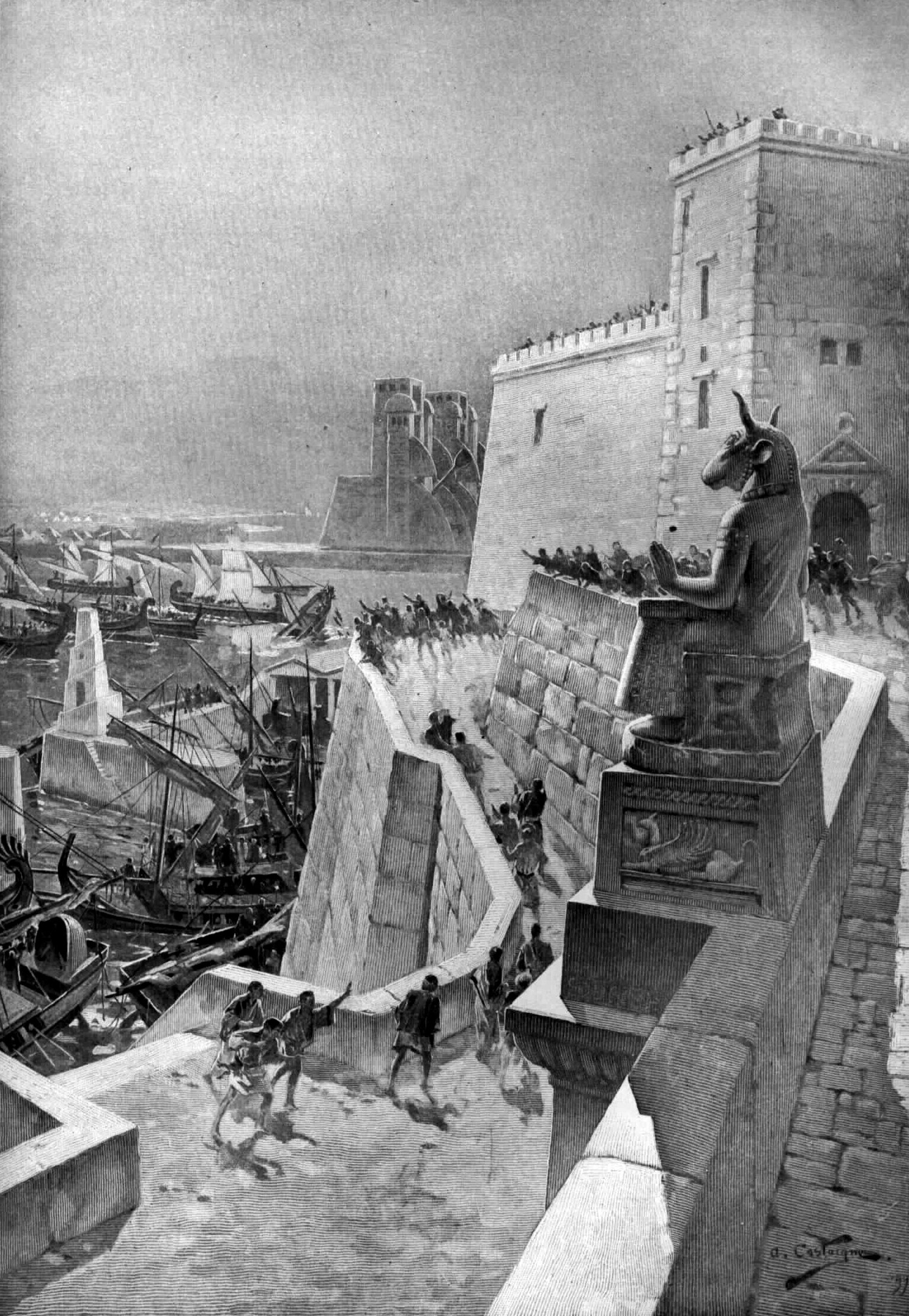
قتال بحري خلال الحصار، لوحة من رسم أندريه كاستيني ^{en}

وقع حصار صور (332 ق.م) في عام 332 ق.م، عندما عزم الإسكندر على فتح صور، وقد كانت قاعدة بحرية ذات موقع استراتيجي مهم. وكانت صور هي الميناء الفارسي الوحيد الذي لم يخضع للسيطرة المقدونية. وحتى مع هذه المرحلة من مجريات الحرب، فقد بقيت البحرية الفارسية تمثل تهديداً خطيراً للإسكندر. كانت صور، وهي الدولة المدينة الأكبر في فينيقيا، تقع على ساحل البحر المتوسط كما كانت قريبة من جزيرة مجاورة تمتلك مرفأين طبيعيين من الجهة المطلة على البر. وفي وقت الحصار، كانت المدينة تحتوي على قرابة 40,000 نسمة، رغم أن النساء والأطفال أُخلو إلى قرطاج، وهي مستعمرة فينيقية قديمة.[بحاجة لمصدر]
أرسل الإسكندر بمبعوثية إلى صور، عارضاً عليهم معاهدة، وطلب منهم أن يزور مدينتهم الكبرى لكي يقدّم القرابين لإلههم ملقرت. فأجابه أهل صور بكل أدب أن مدينتهم تقف في الحياد من أطراف هذه الحرب، وبأن سماحهم له بأن يقدم القرابين هو أمر رديف لاقرارهم له بأنه ملكهم. ففكر الإسكندر أن يبني سراطاً بحرياً يسمح لجيشه أن يحتل المدينة بالقوة. لكن مهندسوه لم يعتقدوا أن من الإمكان بناء منشأة بهذا الحجم، وهكذا أرسل الإسكندر بمبعوثية أخرى تعرض عليهم التحالف. فأخطأ أهل الصور الاعتقاد أن هذا العرض إنما هو مؤشر ضعف، فقتلوا أعضاء المبعوثية ورموا جثامينهم من على الأسوار. وبذلك اضمحلت كل الآراء في المخيم المقدوني التي عارضت قرار الإسكندر اقتحام المدينة عنوة، فبدأ السلاح الهندسي ببناء المنشأة الضخمة. فشرع الإسكندر بتشييد أعجوبة هندسية أبرزت جانباً من جوانب عبقريته، وبما أنه لم يتمكن من الهجوم على المدينة من ناحية البحر، قام ببناء سراط بحري بلغ طوله كيلومتر يمتد من الجزيرة على جسر يابسة طبيعي مغمور لم يتجاوز عمقة المترين. وقام الإسكندر ببناء برجين متحركين بلغ ارتفاع كل منهما 150 قدم وحركهما نحو نقطة التقاء السراط مع السور البحري. إلا أن سكان صور ابتكروا هجوم معاكس. فقاموا بتحضير ناقلة خيل قديمة، وملأوها بالأغصان اليابسة والقار والكبريت والعديد من المحروقات الأخرى. ثم أضرموا فيها النار، ليكوّنوا بها ما يطلق عليه اليوم شكل بدائي من سلاح النابالم، ثم وجههوها لترتطم بالسراط. فانتشرت النيران بسرعة، وأحاطت بالبرجين وأسلحة الحصار الأخرى التي قُدمت نحو السور.[بحاجة لمصدر]
فأقنع هذا الحدث الإسكندر أن صور لن تسقط دون استخدامه لأسطول بحري. فشاءت الأقدار أن تمنحه أسطول. ففي هذه الأوقات، عادت الأساطيل الفارسية إلى طالبة قواعدها لتجد أن كل المدن التي رجعت لها كانت قد وقعت في يد الإسكندر. وبما أن ولاء هذه السفن كانت لمدنهم التي تمثل قواعدهم، فقد مال ولائهم نحو أمير المدن الجديد، وهو الإسكندر. فتأمر بهم على ثمانين مركب بحري، وتصادف ذلك مع وصول مئة وعشرين مركب من قبرص، كانت قد سمعت عن انتصاراته فأرادت أن تلتحق بأساطيله. فأبحر الإسكندر على صور وسارع بفرض حصار بحري على مينائيها بأعداد غفيرة. فأمر بإعادة تهيئة بعض المراكب الصغيرة والكبيرة وتركيب أسلحة مدقات الكبش عليها، فكانت تلك الحادثة هي الحادثة الوحيدة التي عُرف عن استخدام المدقات من البحر. بدأ الإسكندر باختبار قوّة الأسوار من أكثر من نقطة، إلى أن حقق خرقاً في أحد مقاطع الجدار إلى جهة الجنوب. ثم نسق عملية هجوم من ناحية الخرق بغطاء من قذائف المنجنيق من كل نواحي أسطوله البحري. وفور نجاح قوّاته في دخول المدينة عنوة، تمكنوا من السيطرة على الحامية بسهولة بالغة، واستولوا على المدينة مباشرة. قام الإسكندر بالعفو عن المدنيين الذين التجأوا إلى هيكل هيراكليس. ويقال أن الإسكندر كان شديد الغضب من مقاومة أهل صور والخسائر التي حققوها بين صفوف جنده إلى درجة أنه قام بتدمير نصف المدينة. منح الإسكندر الملك وعائلته العفو، لكنه استرقّ 30,000 من سكان المدينة فبيعوا في أسواق النخاسة كعبيد.[بحاجة لمصدر]

### فلسطين ومصر

#### حصار غزة
أقدم الإسكندر على حصار غزة في شهر أكتوبر/تشرين أول من عام 332 ق م. وقد بني حصن غزة على مرتفع وكان ذو تحصينات منيعة. ولم يشأ أهل غزة وحلفائهم الأنباط أن يخسروا تجارتهم المربحة التي سيطرت عليها غزة.
لذلك رفض قائد الحصن باتيسen أن يسلم الحصن للإسكندر. ورغم أن باتيس هذا هو مخصي، فقد كان ضخم القوام، عديم الرحمة. وبعد ثلاث هجمات، تمت السيطرة على الحصن عنوة،  ولكن لم يتم ذلك إلا بعد أن أصيب الإسكندر بجرح غزير في كتفه لقاء سهم أطلق من مقلاع على الأسوار. وعندما تمت السيطرة على غزة، تم وضع رقاب سكانها الذكور تحت حد السيف، وبيعت نساؤها وأطفالها في أسواق النخاسة. ووفقاً للمؤرخ الروماني كوينتوس كرتيوس روفوس en، فقد قُتل باتيس على يد الإسكندر في حركة تقليد لـ أخيليس عندما قتل هكتور. إذ قام الإسكندر بعقد حبل حول كاحلي هكتور، ثم جر باتيس خلف العربة وهو حي حول الأسوار إلى أن لاقى حتفه. إن الإسكندر، الذي دائماً ما كان يبدي إعجابه بأعدائه الشجعان وعادة ما منحهم العفو، وقد وجد نفسه مجبراً على أن يظهر الرحمة لهذا القائد الفارسي الشجاع، لكن الغضب تملكه هذه المرة بعد أن رفض باتيس الانحناء أمامه، مبدياً أمارات الكبر والأنفة عبر التزامه الصمت، وإزدرائه لفاتح حصنه.

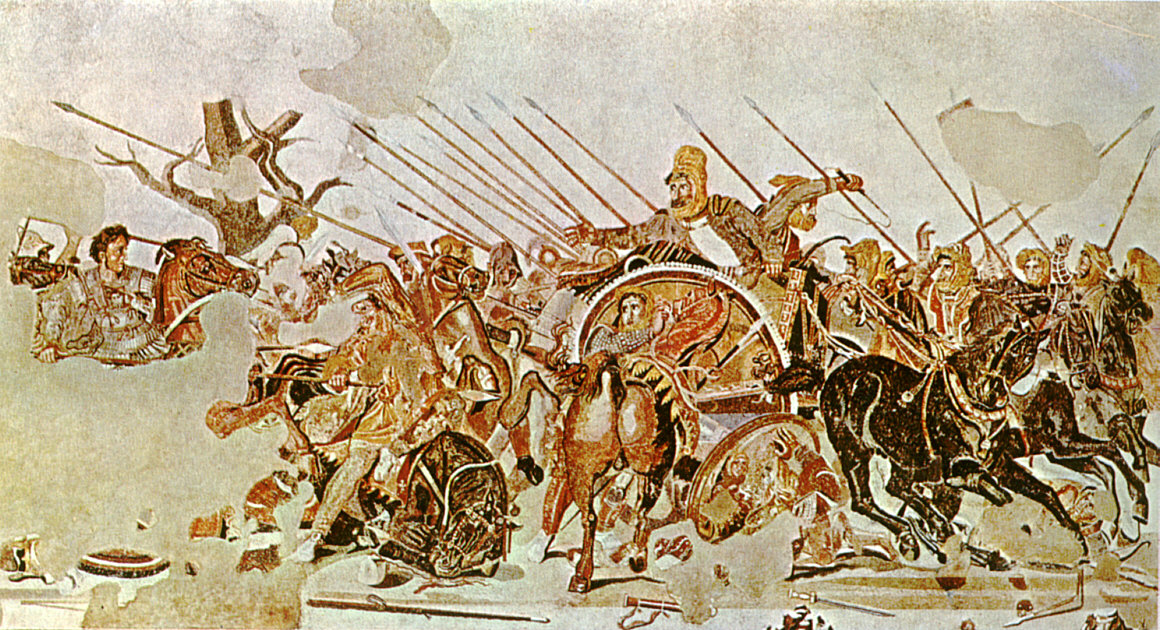
مرصوفة الإسكندر الفسيفسائية، وهي تظهر معركة إسوس، من عزبة فاون ^{en}، في مدينة بومبي

ومع سقوط غزة، سار الإسكندر نحو مصر. وقد كره المصريون الفرس ذلك أن فارس لم تر في مصر سوى سلة خبز كبيرة لها. فرحبوا بالإسكندر كملك عليهم، ووضعوه على عروش الفراعنة، ومنحوه تاج مصر العليا وتاج مصر الدنيا، ولقبوه بـ «تجلّي رع وتجسّد أوزيريس». وفيها أمر ببناء مدينة الإسكندرية، ورغم أنه أمر بتوجيه مدخول الضرائب له، فقد ترك مصر لأهلها، وهو ما ساعد على منحه كامل دعمهم.

#### معركة جوجميلا

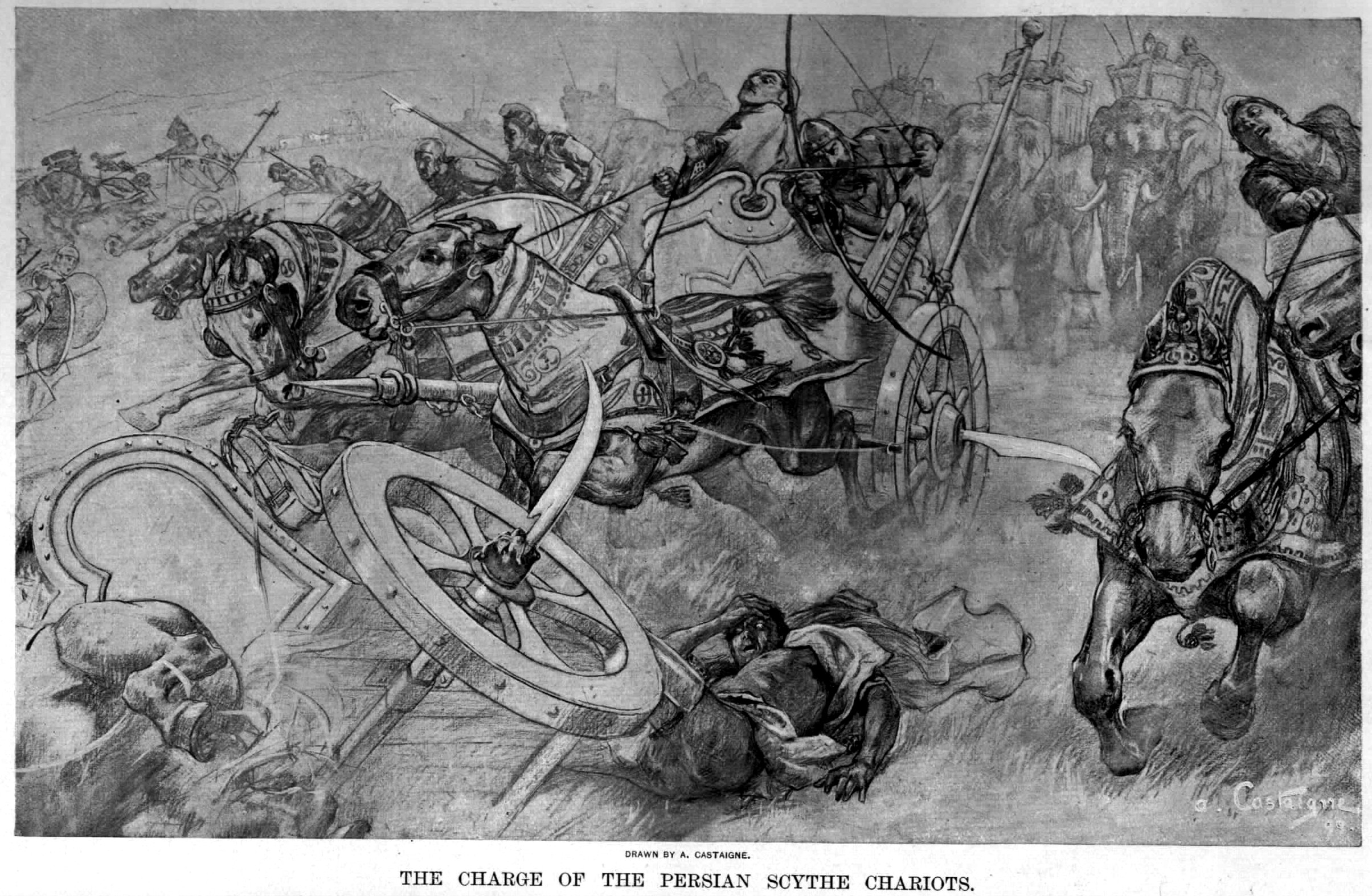
نفير العربات المنجلة في معركة غوغميلا، بريشة الرسام أندريه كاستايني ^{en} ـ (1898-1899).

جرت معركة غوغميلا في عام 331 ق م، في شمال العراق المعاصرة، وأغلب الاحتمالات تشير إلى أنها كانت قرب الموصل، وقد أسفرت عن انتصار مقدوني حاسم أيضاً. بعد حصار غزة، سار الإسكندر من سوريا نحو قلب إمبراطورية الفرس، وعبر نهري الفرات ودجلة دون أي مقاومة تذكر. وقد كان داريوش يبني جيشاً ضخماً جداً، مستدعياً الجنود من أطراف الامبراطورية البعيدة، عازما على أن يسحق الإسكندر عبر الكثرة الصرفة. ورغم أن الإسكندر كان قد استولى على جزء لا بأس به من الإمبراطورية، فإن المساحة المتبقية لدى الفرس ما زالت شاسعة، وما زالت احتياطياتها العسكرية وافرة العدد، فتمكن داريوش من حشد عدد أكبر من الرجال تفوق كل أحلام الإسكندر. كما أن المعسكر الفارسي احتوى على علامة أكدت ان الفرس ما زالوا في موقع القوة والجبروت، وهي الفيلة الحربية المهيبة. وبينما احتوت الجبهة الفارسية على أعداد غفيرة ميزت فيها التفوق العددي، فإن الجانب المقدوني امتاز بالتفوق النوعي.[بحاجة لمصدر]

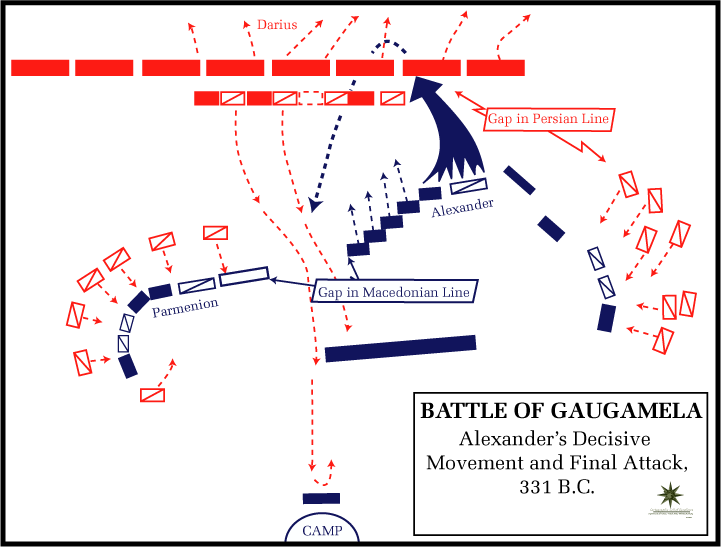
هجوم الإسكندر الحاسم في سهل غوغميلا

لم تبدأ المعركة إلا والفرس يتموضعون في أماكنهم المحددة في ميدان القتال. وكان داريوش قد جند أفضل خيّالته من السطرفيات الشرقية من امبراطوريته. كما قام بالتموضع في المركز بين أفضل مشاته كما جرت العادات بين ملوك فارس. قسّمت الجبهة المقدونية إلى قسمين، فكان الأيمن تحت القيادة المباشرة للإسكندر، وكان القسم الأيسر تحت قيادة بارمنيون. وقد بادر الإسكندر بأن نظم مشاته لأن يسيروا في تشكيلة سلامية نحو مركز جبهة العدو. ثم أطلق داريوش نفير عرباته المنجلةen للهجوم على الجيش المقدوني فتصدى لها المناوشون الأغريانيونen، وأبطلوا مفعولها على الفور. ثم شكل الإسكندر جبهته اليمنى على شكل إسفين ضخم وكان على رأس الهجوم الذي اقتحم نقطة ضعيفة من مركز جبهة الفرس. فقتل في خضم الأحداث قائد عربة داريوش بطعنة رمح، فدبت الفوضى وسط الطرفين (بالخطأ) بعد أن اعتقدوا أن داريوش هو المقتول على العربة. فانهارت على وقع هذا الخبر الجبهة الفارسية ففر داريوش هارباً. كان هروب داريوش مصاحباً لمفرزة صغيرة من قواته التي بقيت في حالة قتالية جيدة، رغم أن فرقة من الخيالة الباخترية على رأسها بسوسen تمكنوا من اللحاق به فيما بعد. أما بقية جيوب المقاومة الفارسية فقد تم إخمادها مباشرة. وبشكل عام، كانت معركة غوغميلا خسارة فادحة للفرس، ويقال أنها أروع انتصارات الإسكندر.[بحاجة لمصدر]

### نهاية الإمبراطورية الأخمينية الفارسية
بعد المعركة، جمع بارمنيون قافلة المتاع الفارسي بينما حمل الإسكندر وحرسه الشخصي طالبين داريوش وقد أملوا اللحاق به. وقد حاز المنتصرون على قدر كبير من الغنائم بعد المعركة، بحيازة 4,000 طالن من الذهب، بالإضافة إلى عربة الملك الشخصية وقوسه. وقد عزم داريوش الفرار نحو الشرق، ليحشد جيشاَ آخر ويواجه به الإسكندر، بينما توجه هو ومواطني المقدونيين نحو بابل، ثم بعد ذلك إلى سوسة. وفي بابل، وجد الإسكندر من الثراء ما لم يكن يتخيله موجود أبداً. فقام بإجزال العطاء لجنده، وأرسل إلى اليونان مبلغ أكثر من مدخول أثينا في ستة أعوام، لأجل أن يقضي على ثورة من الأسبرطيين. وفي تلك الأثناء، أرسل داريوش الرسائل إلى سطرافياته الشرقية طالباً منهم أن يبقوا على ولائهم له. إلا أن هذه السطرافيات كان لها نوايا أخرى، فرضخت مسرعة للإسكندر.[بحاجة لمصدر]
بعد أن لحق بسوس بالملك الفارسي، قام بقتله بعدة طعنات قبل أن يفر نحو الشرق. وتم العثور على داريوس من قبل أحد كشافة الإسكندر، وهو يئن بألم. فأودع داريوش على عربة في القافلة وشكر الجنود المقدونيون الذين أنقذوه من الموت وحيداً. فأسف الإسكندر على طريقة موته غدراً وأمر بأن يدفن بكامل الأبهة الملكية إلى جانب سلفه على العرش الأخميني، وقد طلب من الإسكندر أن يثأر لمقتله من قاتله، فكانت ذلك من سخرية القدر، حيث أن الإسكندر نفسه هو من كان يطلب دم الملك. وبموت داريوش، اعتبرت الامبراطورية الأخمينية الفارسية قد سقطت بشكل عملي.[بحاجة لمصدر]
وبما أن الإسكندر كان يرى نفسه الوريث الشرعي لـ داريوش، فقد كان ينظر لـ بسوس كغاصب حاول الإستيلاء على العرش الأخميني، وفي نهاية المطاف تم العثور على الغاصب وإعدامه. أما أكثر من بقي من السطارفة، فقد أقسموا بولائهم للإسكندر، ليتمكنوا من الإستمرار في منصبهم. اعتقد جنود الإسكندر أن الحرب جاءت إلى نهايتها، فتردد الإسكندر في بادئ الأمر في التعامل معهم، لكنه قرر أن يخطب فيهم خطبة يرهبهم بها. وفي خطبته قال لهم أن فتوحاتهم غير آمنة من الفرس وبأن الفرس لا يريدون بقاء الإغريق في بلادهم، وأن ما من قوة بإمكانها تأمين البلاد إلا القوة المقدونية. فنجح الإسكندر في إبقاء الجنود. وبعد أن أطلق على الإسكندر لقب «ملك الملوك»، قام بتبني الأزياء والعادات الفارسية. ومع مر الزمن، بدأ المقدونيون الإغريقيون يرون أنها طباع لا تليق إلا بالملوك المنحلين والإستبداديين. وبدأوا يعبرون عن خشيتهم بأن الإسكندر، ذلك البطل الذي كادوا يعبدوه من فرط العشق، بدأ التحول إلى طاغية شرقي.[بحاجة لمصدر]

#### معركة البوابة الفارسية
في شتاء عام 330 ق م، في مَعْرَكة البَوّابة الفَارِسِيَّة الواقعة شمال شرق ياسوج في إيران، قام السطراف الفارسي أريوبارزينيسen بقيادة المقاومة الأخيرة للقوات الفارسية. وبعد معركة غوغميلا، سار الإسكندر بابل وسوسة. وقد كان الطريق الملكي هو الذي يوصل ما بين سوسة مع العواصم الواقعة إلى الشرق، وهي برسبوليس وباسارغاد في إقليم برسيس (كان للإمبراطورية الفارسية العديد من العواصم)، فكانت هذه الدن هي الوجهات الطبيعية التي ستؤول إليها حملات الإسكندر. وبعد فتح سوسة، قام الإسكندر بتقسيم الجيش المقدوني إلى قسمين. فأخذ بأرمينيون القائد الأول عند الإسكندر نصف الجيش على امتداد الطريق الملكي، بينما سلك الإسكندر السبيل الموصل إلى برسيس. وللوصول إلى برسيس، فقد تطلب الأمر تقفي طريق المعابر الفارسية، وهي ممرات جبلية ضيقة، كانت مكان مثالية للأشراك والكمائن.
ومع اعتقاد الإسكندر أنه لن يواجه أية قوات للعدو خلال مسيره بعد انتصاره على قبائل الأوكسيين، فقد أهمل أن يرسل كشافته ورواده إلى أمام طلائع جيشه، وبذلك اقتاد نفسه نحو كمين أريوبارزينيس. وعندما تقدّم الجيش المقدوني بشكل كافي إلى داخل المعبر الضيّق، قامت القوات الفارسية بألقاء الصخور الكبيرة عليهم من المنحدر الشمالي. ومن المنحدر الجنوبي، أطلق رماة الفرس وسلاح المنجنيق المقذوفات بأنواعها. وفي البداية تكبد جيش الإسكندر خسائر كبيرة، بمقتل فصائل كاملة من الجند. وقد أمل أريوبارزينيس عبر هذه المعركة أن يهزم الإسكندر في البوابات الفارسية لكي يكسب بعض الوقت ليبني جيشاً جديداً يوقف به الاحتلال المقدوني برمّته.
احتل أريوبارزينيس المعبر لفترة شهر من الزمان،  لكن الإسكندر نجح في إحاطة الجيش الفارسي واخترق دفاعاته. فكان أريوبارزينيس عند المعابر الفارسية هو آخر عقبة عسكرية بين الإسكندر وبرسبوليس. وعند وصول الإسكندر إلى برسبوليس، قام بتعيين قائد اسمه فراساورتيس ليخلف أريوبارزينيس. وبعد أربعة أشهر سمح الإسكندر لجيشه أن يستبيحوا برسبوليس، وخلالها اندلعت النيران لتلتهم ما تبقى من المدينة. ولا يتضح إن كانت تلك الأوامر حادث سكر أم هو تصرف مقصود هدف الانتقام من حرق أكروبول أثينا خلال الحروب الفارسية - اليونانية الثانية.

## حصار الصخرة الصغدية
بعد أن أطاح الإسكندر بقوات الامبراطورية الأخمينية في عام 328 ق م، قام بالابتداء بحملة ضد ملوك الهند المختلفين في عام 327 ق م. وقد أن يفتح العامل المعروف كاملاً، الذي كان ينتهي في أيام الإسكندر في الهند. ولم يعلم الإغريقيون في ذلك الزمن بشيء عن الصين، أو أية أراضٍ أخرى إلى شرق الهند. وقد وقع حصار الصخرة الصغدية، وهي قلعة تقع شمال باخترا في صغديا، في عام 327 ق م. وكان أوخشاردen الباختري قد أرسل نساءه وبناته، وبينهم روخسانة، للاحتماء بالقلعة، وقد اعتقدوا أنها منيعة على الاختراق، وقد مُونت لتتحمل الحصارات الطويلة.
عندما طالب الإسكندر المدافعين أن يستسلموا، رفضوا وقالوا له أنه سيحتاج إلى ‘رجال بأجنحة’ لكي يفتح القلعة. فقام الإسكندر بطلب متطوعين من جيشه سيكافؤهم بكوافئ مجزية إن تسلقوا جروف الصخرة التي بنيت القلعة عليها. فتقدم 300 رجل خبروا تسلق الجروف من الحصارات السابقة للحصون والقلاع. وباستخدام أوتاد الخيام وحبال الكتان المتينة، قام هؤلاء المتطوعون بتسلق حافة الجروف ليلاً، فسقط منهم قرابة الثلاثين خلال صعودهم. ووفق أوامر الإسكندر، أرسلوا الإشارات إلى الجند على الأرض بتلويحهم لهم بقطع قماشية بيضاء عن وصولهم إلى أهدافهم، فأرسل الإسكندر نذير ليخبر العدو صارخاً بأن عليهم الآن أن يستسلموا دون أي تردد لا داعي له. فتفاجأ العدو وتحطمت معنوياته بهذا الإنجاز العسكري فسلموا القلعة طائعين. فوقع الإسكندر في حب روخسانة، التي قام عنها المؤرخون الأقدمون أنها «كانت أجمل نساء الأرض» (وهو زعم مألوف لملكات العصور الغابرة)، فور أن رآها وتزوجها بعد حين. وقد نقل قصة الحصار هذا المؤرخ الروماني آريانوس النيكوميدي في أنباسة الإسكندر en (الكتاب الرابع، فصل 18.4-19.6).

## احتلال الهند

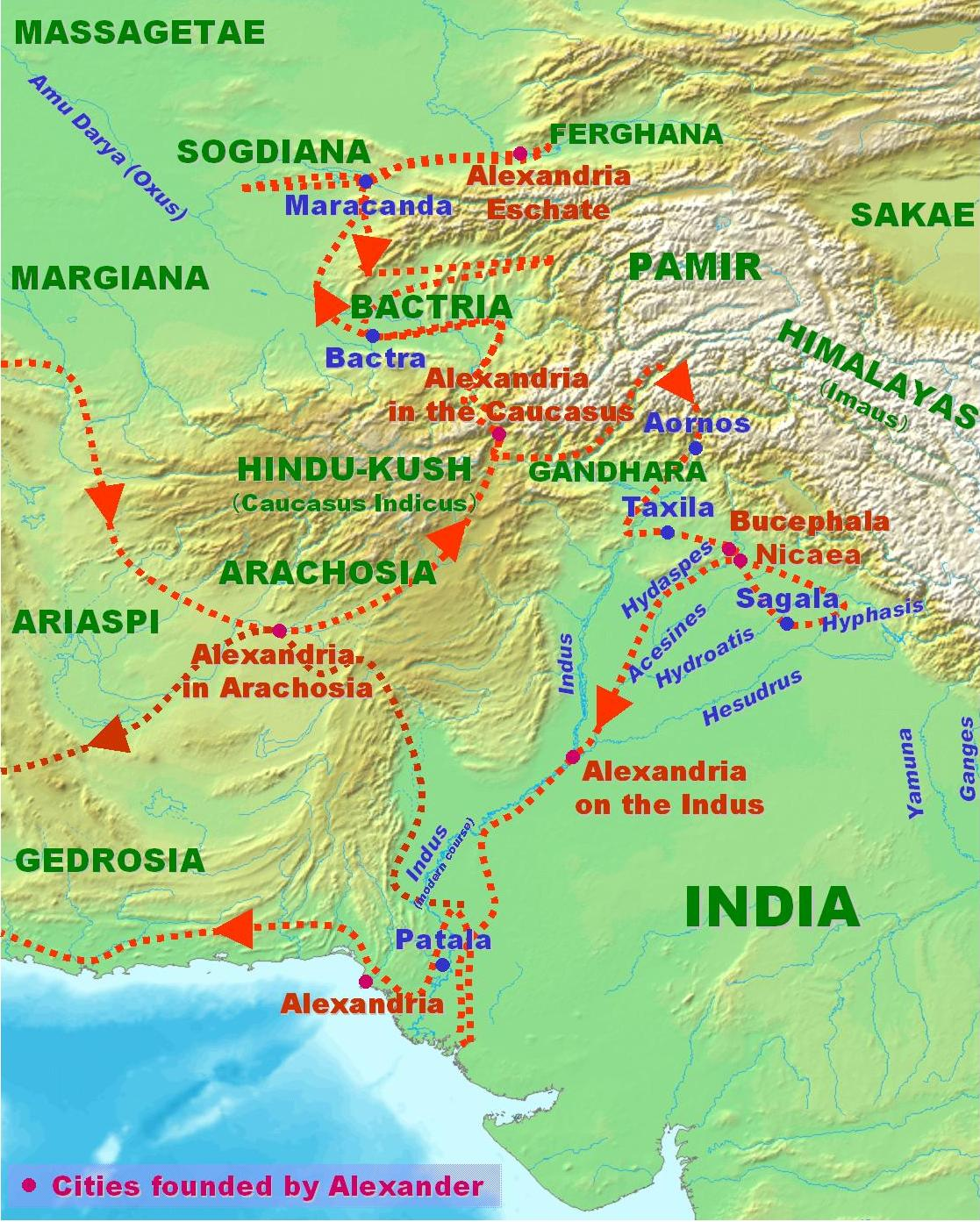
الحملات والمعالم الرئيسة لعملية احتلال الإسكندر لشبه القارة الهندية.

بعد موت سفيتامين وزواج الإسكندر م روخسانة الباخترية، لتوطيد علاقاته الجديدة بسطارفة آسيا الوسطى، فرغ الإسكندر للالتفات إلى شبه القارة الهندية. فوجه الإسكندر الدعوى لكل رؤساء قبائل سطرافية قندهارةen السابقة الواقعة في شمال باكستان المعاصرة، لأن يحضروا ويذعنوا لأمر. فحضر أومفيس حاكم تاكسيلا، المملكة التي تمتد ما بين نهر السند وحتى نهر هيداسبيس (نهر جيلومen) لكن بعض من قبائل المرتقعان لم رفضوا الرضوخ.
وفي شتاء عام 327-326 ق م، نظم الإسكندر بنفسه الحملات ضد هذه القبائل في واديي سوات وبونيرen. وكانت المعارك فيها شديدة وجرح فيها الإسكندر برمح رمي في كتفه لكنه هزم أعداءه في النهاية، ثم هجم الإسكندر على قلعة مساغا، فدافع العدو بكل جلد وشجاعة. ولم يجد الإسكندر إلا أن يدمر القلعة بعد عدة الأيام من القتال الدامي الذي جرح فيها رسغ قدمه وكان جرحاً خطيراً. ووفقاً لـ كرتيوس en، «فإن الإسكندر لم يذبح جميع من كان في القلعة وحسب، بل قام بتدمير الأرض حتى ساوى بها الأرض». بعدها حدثت مجزرة أخرى في أورا وأورنوس وهما قلعتان أخريان بعد مساغا، وفي أعقاب معارك القلعتين الأوليين، فرت عدة قبائل قاصدة قلعة أورنوس. فلحق بها الإسكندر، وبعد اليوم الرابع من القتال المحموم ضدهم، ألقى القبض على القلعة ذات الموقع الإستراتيجي المبنية على تلة مرتفعة.

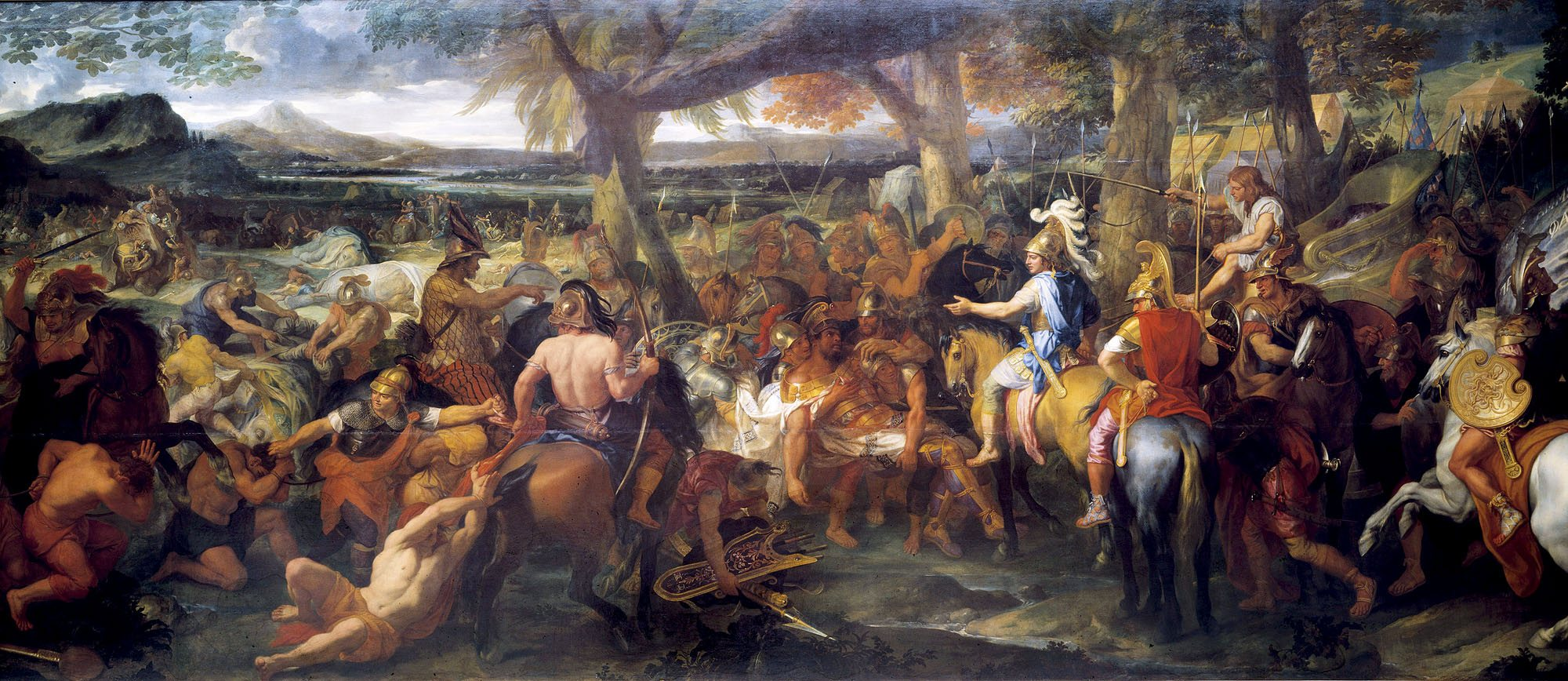
رسمة لـ شارلز لي برن ^{en} تظهر الإسكندر والملك بورس خلال معركة معركة هيداسبس

وبعد تدمير أورنوس، قام الإسكندر بعبور نهر السند وقاتل الحاكم المحلي الملك بورس، الذي حكم البنجاب، في معركة هيداسبس في عام 326. بعد المعركة، أعجب الإسكندر ببوروس لشجاعته في المعركة، فعقد حلفاً معه وعينه سطرافاً على مملكته، بل وأضاف عليها الأراضي التي لم يكن يمتلكها. ثم سمّى الإسكندر إحدى مدينتيه التي بناهما هناك وسماها بيوكفلا en تيمناً بجواده الذي حمله إلى الهند ومات خلال معركة هيداسبس.

## العودة من الهند
عاد الإسكندر من الهند بعد ان شن المعركة الاخيرة ضد بوروس ملك الهند. وفي المعركة اصيب بسهم فقرر عندها العودة إلى بابل تحت ضغط شديد من جنده.